# 인천계양초등학교 상야분교
인천계양초등학교 상야분교는 대한민국 인천광역시 계양구에 있는 공립 초등학교이다.

## 학교 연혁
- 1960년 6월 18일 부천군 계양국민학교 상야분교장 개교
- 1964년 3월 2일 상야국민학교로 승격 분리
- 1982년 3월 1일 상야국민학교 병설유치원 설치
- 1995년 3월 1일 인천계양국민학교 상야분교장(계양구 편입)
- 1996년 3월 1일 인천계양초등학교 상야분교

## 참고 자료
- 인천계양초등학교상야분교장 - 한국교육학술정보원 학교알리미